# ایسوف پارو
ایسوف پارو (انگلیسی: Issouf Paro؛ زادهٔ ۱۶ اکتبر ۱۹۹۴) بازیکن فوتبال اهل بورکینافاسو است.
وی همچنین در تیم ملی فوتبال بورکینافاسو بازی کرده‌است.